# Grupo Bimbo
Grupo Bimbo, S.A.B. de C.V. (также известная как просто Bimbo) — мексиканская многонациональная пищевая компания, производитель хлебо-булочных изделий. Работает в более чем 20 странах Америки и Европы.
В Grupo Bimbo 134 000 сотрудников, 196 хлебозаводов, 3 млн торговых точек, дистрибьюторская сеть с 57 тысячами маршрутов по всему миру. У компании более 100 брендов и 10 тысяч наименований продукции, таких как Bimbo, Tía Rosa, Entenmann’s, Pullman, Rainbo, Nutrella, Marinela, Oroweat, Sara Lee, Thomas', Arnold и Barcel. Её стратегические партнёрства включают: Alicorp (Перу); Blue Label (Мексика); Fincomún, Galletas la Moderna, Grupo Nutresa (Колумбия); Мундо Дульсе (Аргентина) и прочие.
С 1997 года Даниэль Сервитхе является генеральным директором Grupo Bimbo, а также её председателем с 2013 года. Контрольный пакет акций принадлежит семье Сервитхе (66,06 %).

## История

### До 2000 года
Основатель компании, Лоренсо Сервитхе Сендра (Lorenzo Servitje Sendra), родился в 1918 году в семье эмигрантов из Каталонии. В 1936 году, после смерти отца, Лоренсо начал работать в семейной кондитерской лавке в Мехико. В 1938 году он открыл свою пекарню, его партнёрами стали Хайме Жорба (Jaime Jorba) и Хосе Мата (Jose T. Mata). В 1945 году они зарегистрировали компанию Panificación Bimbo, SA. У компании было около 40 сотрудников и 5 машин, они продавали 4 вида хлеба. Символом компании стал белый медвежёнок Бимбо («малыш» по-итальянски). Первые 10 лет компания работала только в Мехико и ограничивалась выпечкой хлеба. Расширение деятельности началось в 1956 году, когда была открыта кондитерская фабрика Productos Marinela и создан филиал в Гвадалахаре. В 1960 году компания начала работу в Монтеррее. В 1965 году в Испании было создано совместное предприятие с американской компанией Campbell Taggart, однако через несколько лет Bimbo вышла из этого проекта, продав долю партнёру. Тем временем компания продолжала осваивать мексиканский рынок, в 1966 году она начала работу в Эрмосильо, а в 1970 году — в Веракрусе. В 1972 году был открыт второй завод в Мехико. С 1966 году компания называлась Grupo Industrial Bimbo. В 1980 году компания разместила 15 % своих акций на Мексиканской фондовой бирже.
В 1984 году компания начала экспортировать свою продукцию в США под бендом Suandy. Вскоре были куплены мексиканские операции американской компании Wonder Bread, включая мукомольный завод. К 1988 году штат компании насчитывал 25 тыс. человек, её ассортимент продукции включал: хлеб и бисквиты под брендами Bimbo, Sunbeam, Suandy и Tia Rosa; пирожные и печенье Miranela; конфеты и шоколад Ricolino; снэки Barcel (чипсы, кукурузные хлопья, сухофрукты); джемы Carmel. В 1989 году у Bimbo появились первые производственные мощности вне Мексики — был куплен завод в Гватемале; в том же году был открыт завод по производству булочек для гамбургеров для McDonald’s. В США к этому времени работали два совместных предприятия: с SIAS по производству консервантов и с Celanese по изготовлению целофановой упаковки.
В 1991 году была завершена 4-летняя программа по строительству 10 новых хлебзаводов и модернизации ещё 5 предприятий; эта программа обошлась 400 млн долларов и была профинансирована преимущественно из внутренних средств, поскольку руководство Bimbo стремилось избегать долгов. У компании к этому времени было 11 тыс. грузовиков и 3 мукомольных завода, которые обеспечивали около половины потребности компании в муке. В начале 1990-х годов деятельность была расширена в Чили, Сальвадор, Венесуэлу, Коста-Рику и Аргентину. Однако с начала 1990-х годов для компании всё большую роль начал играть рынок США, самым популярным товаром на нём стали тортильяс. В 1996 году была куплена хлебопекарская компания Сан-Диего Pacific Pride Bakeries, а в 1997 году в Мексике был построен специализированный завод по производству тортильяс.
В 1997 году Даниэль Сервитхе был назначен генеральным директором компании.

### 2001—2010 гг.
В начале XXI века Grupo Bimbo добавила такие бренды, как Plus Vita и Pullman в Бразилии (2001); Joyco, производителя Duvalín, Bocadín и Lunetas (2004); Эль Глобо и Ла Корона (2005); и Nutrella of Brazil (2008) в свое портфолио.
В 2006 году компания начала свою деятельность на азиатском рынке с приобретения пекарни Panrico Bakery в Пекине (КНР), и увеличила своё присутствие в США покупкой пекарни George Weston — владельца таких брендов, как Thomas, Oroweat, Arnold, Boboli, Stroehmann и Freihofer’s в 2009 году.

### После 2011 года
В этом десятилетии Grupo Bimbo закрепилась в статусе крупнейшей хлебопекарской группы в мире, приобретя Sara Lee North American Fresh Bakery в Соединённых Штатах, Fargo в Аргентине и Bimbo Iberia в Испании и Португалии в 2011 году. Год спустя компания начала переход на возобновляемые источники энергии, открыв ветряную электростанцию Piedra Larga в Оахаке (Мексика), которая снабжает несколько объектов Grupo Bimbo, а также её парк электромобилей «зеленой» энергией.
В последующие годы Grupo Bimbo приобрела несколько компаний, одними из наиболее известных из которых были: в 2014 году Canada Bread (Канада) и Supan (Эквадор); 2015 году Vachon (Канада); в 2016 году Panettiere (Колумбия), General Mills (Аргентина) и Panrico SAU (Испания и Португалия).
В 2017 году компания начала свою деятельность в Африке с приобретением Grupo Adghal в Марокко. Также была куплена компания в сфере общественного питания East Balt, работающая в Китае, Франции, Италии, Марокко, России, Южной Африке, Южной Корее, Швейцарии, Турции, Украине и США. В Индии было куплено 65 % акций Ready India Private Limited (Ready Roti). В этом году Grupo Bimbo добавила в свой портфель такие бренды, как Bays English Muffins (США) и Stonemill Bakehouse (Канада).
В 2018 году Grupo Bimbo завершила покупку компаний Nutra Bien в Чили, El Paisa в Колумбии и Grupo Mankattan в Китае. В том же году Grupo Bimbo присоединилась к инициативе RE100, взяв на себя обязательство к 2025 году полностью перейти на возобновляемые источники энергии. Она также стала первой мексиканской компанией, выпустившей сертификаты чистой энергии для распределённой генерации.
В 2019 году она продолжала продвигать некоторые из своих инициатив в области корпоративной социальной ответственности, такие как программа «Доброе соседство», Reforestamos México (восстановление лесов) и Limpiemos México (очистка). Среди этих кампаний, особенно выделяется кампания «Без следа», в рамках которой Grupo Bimbo обязалась сделать к 2025 году 100 % своей упаковки пригодной для вторичной переработки, биоразложения и/или компостирования.
В феврале 2020 года Grupo Bimbo вышла на рынок Казахстана через Bimbo QSR (рестораны быстрого обслуживания), было подписано соглашение о стратегическом партнёрстве с Food Town, эксклюзивным поставщиком булочек и франчайзи McDonald’s в этой стране. Благодаря этому соглашению компания расширила свое присутствие до 33 стран.
В мае 2022 года Grupo Bimbo продала свой кондитерский бизнес Ricolino пищевой компании Mondelēz International за 1,3 млрд долларов.

## Организационная структура
Grupo Bimbo состоит на первом уровне из собрания акционеров, задачей которого является назначение членов совета директоров, который должен состоять минимум из 5 директоров и максимум из 21; 25 % из них должны быть независимыми. Следующим уровнем является руководящий комитет, включающий:
- генеральный директор и председатель совета директоров: Даниэль Хавьер Сервитхе Монтулл[42]
- исполнительные вице-президенты: Хавьер Аугусто Гонсалес Франко, Габино Мигель Гомес Карбахаль и Рафаэль Памиас Ромеро
- финансовый директор: Диего Гаксиола Куэвас[42]
- глобальный директор по персоналу: Хуан Малдун Баррена[42]
- глобальный вице-президент по информации и трансформации: Рауль Игнасио Обрегон Сервитхе[42]

## Приобретения
- 1964: Sunbeam — Quality Bakers of America (лицензия в Мексике)[43].
- 1995: Коронадо (Мексика), Grupo Ideal (Чили)[43].
- 1998: Миссис. Бэрда (США)[43].
- 2001: Плюс Вита, Пуллман (Бразилия)[43].
- 2002: Джордж Уэстон Лимитед (США)[43].
- 2004: Джойко (Мексика)[43].
- 2005: Эль Глобо, Ла Корона (Мексика)[43].
- 2006: Панрико (Китай)[43].
- 2008: Нутрелла (Бразилия[43].
- 2009: Джордж Уэстон Фудз Лтд. (США)[43].
- 2010. Веро (Мексика)[43].
- 2011: Sara Lee North American Fresh Bakery (США), Fargo (Аргентина), Bimbo Iberia (Испания и Португалия)[43]
- 2014: Canada Bread (Канада), Супан (Эквадор)[43].
- 2015: Vachon, итальянская домашняя пекарня (Канада)[43].
- 2016: Панеттьери (Колумбия), Дженерал Миллс (Аргентина), Панрико САУ (Испания и Португалия)[44].
- 2017: Grupo Adghal (Марокко)[45], East Balt Bakeries (США),[46] 65 % акций Ready India Private Limited (Индия)[47].
- 2018: Nutra Bien (Чили)[48], El Paisa (Колумбия), Mankattan Group (Китай)[49].

## Деятельность
Grupo Bimbo является крупнейшей в мире хлебопекарской компанией, занимая 3,4 % мирового рынка. Также входит в десятку крупнейших по производству снэков.
Выручка группы за 2023 год составила 399,9 млрд мексиканских песо (22,9 млрд долларов США), её распределение по регионам:
- Мексика — 33 %;
- США и Канада — 40 %;
- Латинская Америка — 9 %;
- Европа, Азия и Африка — 10 %.

### Финансовые показатели
Показатели в млрд мексиканских песо
| Год  | Выручка | Активы | Обязательства | Собственный капитал |        |
| 2012 | 173,1   | 137,1  | 90,08         | 47,06               | [ 51 ] |
| 2013 | 176,0   | 134,7  | 86,94         | 47,78               | [ 52 ] |
| 2014 | 187,1   | 177,8  | 124,2         | 53,60               | [ 53 ] |
| 2015 | 219,2   | 199,6  | 137,8         | 61,86               | [ 54 ] |
| 2016 | 252,1   | 245,2  | 170,1         | 75,08               | [ 55 ] |
| 2017 | 267,5   | 259,2  | 182,2         | 77,02               | [ 56 ] |
| 2018 | 288,3   | 263,3  | 178,7         | 84,58               | [ 57 ] |
| 2019 | 291,9   | 279,1  | 200,8         | 78,31               | [ 58 ] |
| 2020 | 331,1   | 307,7  | 219,6         | 83,71               | [ 59 ] |
| 2021 | 338,8   | 337,6  | 236,0         | 97,10               | [ 2 ]  |
| 2022 | 398,7   | 347,8  | 220,2         | 124,1               | [ 2 ]  |
| 2023 | 399,9   | 348,1  | 236,5         | 108,3               | [ 2 ]  |